# アスク (フランス)

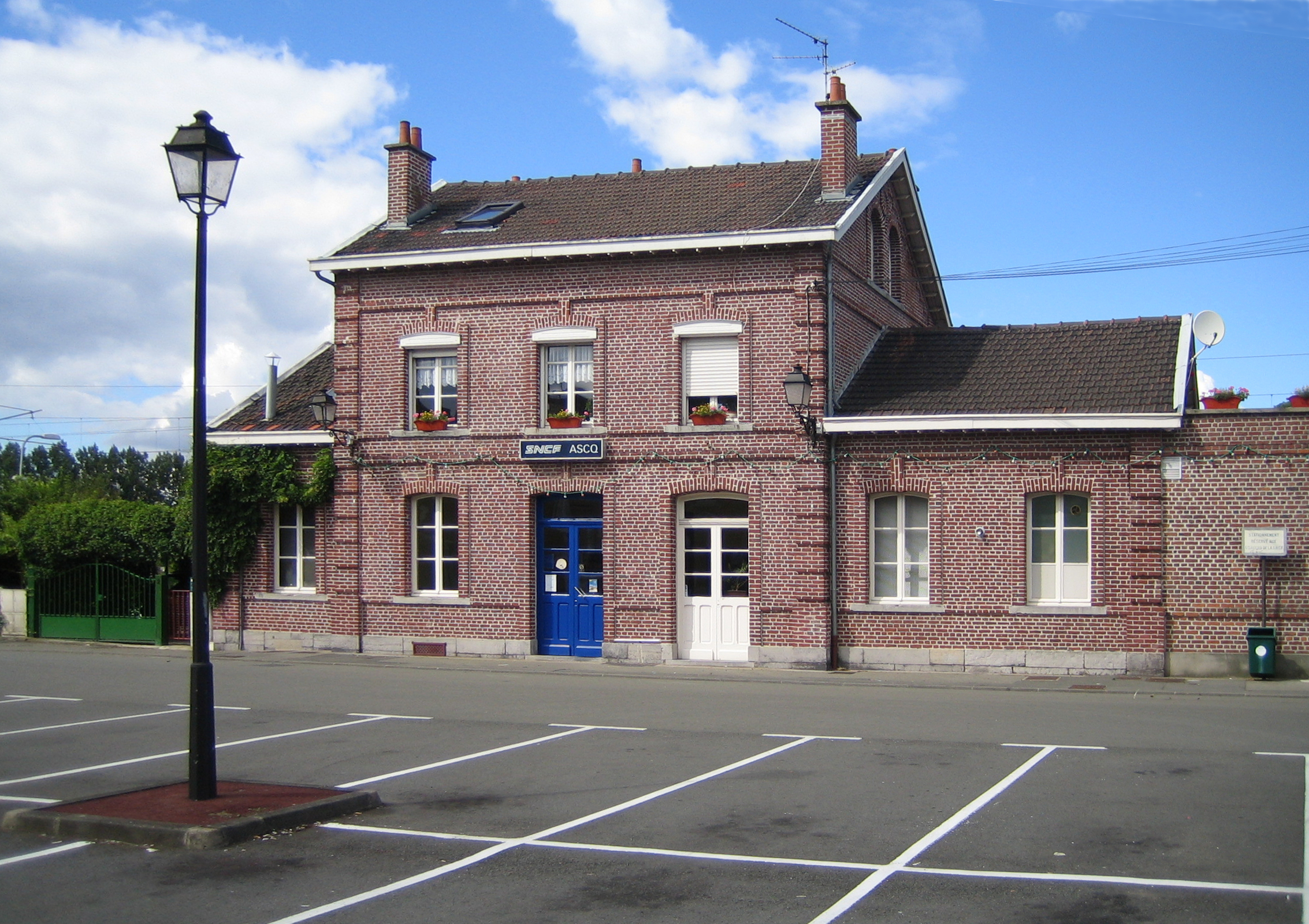

アスク（フランス語:Ascq）は、フランスにかつてあった村。ベルギー国境から7kmしか離れていない。産業革命までは農村であったが、ヴィルヌーヴ＝ダスクの一部となった現在はベッドタウンである。
1944年4月1日、ナチス突撃隊がアスクで無実の民間人86人を殺害した「アスクの虐殺」で知られる。